# VfB 03 Bielefeld
VfB 03 Bielefeld is een Duitse voetbalclub uit de stad Bielefeld die bestond tussen 1903 en 1999. De club speelde in de schaduw van de grotere club Arminia Bielefeld, maar was voor de Tweede Wereldoorlog behoorlijk succesvol.

## Geschiedenis

### Glorieperiode
De club werd in 1903 opgericht als Bielefelder SK Cheruskia en nam in 1907 de naam VfB 03 Bielefeld aan. De club was aangesloten bij de West-Duitse voetbalbond en promoveerde in 1907 naar de hoogste klasse van de competitie Ravensberg-Lippe, maar speelde hier geen rol van betekenis.
In 1911 ging de club in de nieuwe Westfaalse competitie spelen, die in twee reeksen verdeeld was. In het eerste seizoen werd VfB meteen vicekampioen achter FC Preußen 06 Münster. Tijdens de Eerste Wereldoorlog werd de competitie opgesplitst en de club werd meteen kampioen in de groep Ravensberg-Lippe, maar er was geen verdere eindronde meer. De volgende jaren nam rivaal Arminia de fakkel over. Na de oorlog speelde de club een aantal jaar in de middenmoot tot VfB in 1923/24 tweede werd in zijn groep achter Arminia. Na een paar seizoenen subtop werd VfB in 1927/28 voor het eerst groepswinnaar. In de wedstrijd om de titel versloeg de club eerst SC Borussia 08 Rheine, maar verloor de terugwedstrijd waardoor er een derde beslissende wedstrijd gespeeld werd die Rheine ook kon winnen. Als troostprijs mocht de club wel naar de West-Duitse eindronde voor vicekampioenen waar ze gelijk speelden tegen Schwarz-Weiß Essen en in de replay met 1-4 verloren.
Twee jaar later was er één reeks en VfB werd nu meteen kampioen. In de eindronde eindigde de club derde in de groepsfase en was uitgeschakeld. Het volgende seizoenen kwamen er weer twee reeksen. VfB werd groepswinnaar en in de finale speelde de club twee keer gelijk tegen Borussia Rheine en kreeg de titel toegedicht op basis van meer uitdoelpunten. In de eindronde werd de club groepswinnaar waardoor ze zich voor de finalegroep plaatsten. Hier werden ze tweede achter Fortuna Düsseldorf en als vicekampioen van West-Duitsland mocht de club naar de eindronde om de landstitel waar ze echter meteen afgestraft werden met 2-5 door regerend landskampioen Hertha BSC, dat later zijn titel zou verlengen. In 1932/33 werd VfB tweede achter Arminia. Na dit seizoen kwam de NSDAP aan de macht en de competitie werd grondig geherstructureerd. De West-Duitse bond en zijn acht competities werden ontbonden en vervangen door drie Gauliga's. Vier clubs mochten aantreden in de Gauliga Westfalen en ondanks, maar het was niet de top twee uit elke reeks. De overheid wilde geen twee clubs uit Bielefeld in de Gauliga en gaf daardoor de voorkeur op SV Viktoria 09 Recklinghausen.
VfB ging nu in de Bezirksliga Ostwestfalen spelen en werd meteen kampioen. In de eindronde om promotie eindigde de club samen met 1. Recklinghäuser SpV Union 05 op de tweede plaats en miste de promotie door een slechter doelsaldo. Ook de volgende twee seizoenen strandde de club in de eindronde. In 1939 slaagde de club er uiteindelijk in te promoveren naar de Gauliga. Hierdoor mocht de club ook aantreden in de Tschammerpokal, waar ze in de eerste ronde verloren van VfL Osnabrück. De promovendus werd meteen vijfde in de Gauliga met slechts twee punten achterstand op rivaal Arminia, dat tweede werd. De club zorgde dat jaar zelfs voor furore door op 18 februari 1940 met 3-1 te winnen van FC Schalke 04. Schalke was in deze tijd oppermachtig en won elk jaar de Gauliga en verloor tussen 1933 en 1944 slechts zes wedstrijden. Het volgende seizoen eindigde de club derde met zelfs evenveel punten als nummer twee Gelsenguß Gelsenkirchen. De club degradeerde echter in 1941/42. In juli 1943 vormde de club samen met rivaal Arminia een tijdelijke fusie om zo toch een volwaardig team te kunnen opstellen, maar de club eindigde evenzeer laatste. In het laatste seizoen voor het einde van de oorlog speelde de club één wedstrijd tegen SpVgg Union 08 Herford en hierna werd de competitie afgebroken.
Na de oorlog kwam er een nieuwe Westfaalse competitie waarin de club in de middenmoot eindigde terwijl rivaal Arminia degradeerde. Er waren fusiegesprekken gekomen, maar beide clubs wilden hun traditie behouden. In 1947 kwam er opnieuw een degelijke georganiseerde competitie met de Oberliga West. Door de middenmootplaats in de Westfaalse competitie ging de club in de Landesliga spelen. Na de invoering van de II. Oberliga in 1949 speelde de club voor het eerst in de geschiedenis in de derde klasse. VfB werd meteen kampioen en verloor in de eindronde om promotie van TSV Detmold, maar omdat enkele clubs uit de tweede klasse zich vrijwillig terugtrokken uit het profvoetbal promoveerde VfB toch. Na twee seizoenen degradeerde de club toen de twee reeksen van de competitie herleid werden naar één reeks.
In 1953 nam de club op de laatste speeldag de leiding over van TSV Hüls en werd kampioen. De club verzaakte aan de eindronde om promotie en koos voor deelname aan het amateurkampioenschap. In een groep met FC Hertha 03 Zehlendorf, TuRa Bremen en TuS Güldenstern Stade werd de club ongeslagen groepswinnaar en plaatste zich voor de halve finale, die ze met 2-4 verloren van Homberger SpV 03. Na degradatie van Arminia uit de II. Oberliga volgden opnieuw fusiegesprekken maar VfB hield de boot af.
In 1955 werd de club vicekampioen achter Eintracht Gelsenkirchen. Nadat SV Bergisch Gladbach 09 en Stolberger SV verzaakten aan promotie kreeg Bielefeld de kans weer te promoveren na een wedstrijd tegen Homberger SpV. Bielefeld won de wedstrijd in Dortmund met 2-1 en promoveerde. Terug in de II. Oberliga werd de club weer laatste, het was tevens de laatste keer dat de club een klasse hoger speelde dan Arminia. Intussen was de Verbandsliga Westfalen opgericht die nu de derde klasse werd in plaats van de Landesliga. In 1962 promoveerde Arminia naar de II. Oberliga waardoor de wegen van beide clubs zich voorgoed van elkaar scheidden. Een jaar later werd ook VfB kampioen maar verloor in de eindronde van Lüner SV en miste daardoor de promotie naar de nieuwe Regionalliga, die onder de pas ingevoerde Bundesliga, als tweede klasse ging fungeren.

### Verval
De eerstvolgende jaren eindigde de club nog steeds in de top vijf, maar naarmate het einde van de jaren zestig naderde vielen de resultaten terug. Tijdens seizoen 1967/68 werd een fusie gepland met stadsgenoot SpVgg Fichte, de fusieclub zou 1. Bielefelder Sport-Vereinigung heetten maar sprong uiteindelijk toch af. In 1970 werd het stadion aan handelsonderneming Marktkauf verkocht dat op deze plaats een supermarkt bouwde. Ze gingen nu in het stadion Rußheide spelen. In 1973 werd de club samen met SC Hassel eerste en won de beslissende wedstrijd om de titel. Na winst tegen Rot-Weiß Lüdenscheid werd de club ook Westfaals kampioen. In de eindronde speelde de club in groepsfase met RW Lüdenscheid, SCB Viktoria Köln en Union Ohligs. Na een 3-0-zege tegen Viktoria Köln verloor de club de volgende vijf wedstrijden waardoor ze laatste werden. Doordat er met Rot-Weiss Essen en Fortuna Köln twee clubs uit de Regionalliga West naar de Bundesliga promoveerden en uit de Bundesliga enkel Rot-Weiß Oberhausen degradeerde, had zelfs een derde plaats op vier clubs volstaan voor een promotie. Hierna ging het bergaf met de club. In 1975 moest de club zelfs voor het behoud spelen. VfB verloor tegen SuS Hüsten 09. Nadat SC Westfalia 04 Herne promoveerde naar de 2. Bundesliga en geen club daaruit degradeerde naar de Verbandsliga Westfalen mocht VfB dan toch in de Verbandsliga blijven spelen. Echter was dit uitstel van executie, want het volgende seizoen kon de club geen enkele wedstrijd winnen en degradeerde voor het eerst naar de vierde klasse, de Landesliga. De club werd vicekampioen achter TuS Schloß Neuhaus en miste daardoor de onmiddellijke terugkeer. Na de invoering van de Oberliga Westfalen als derde klasse in 1978 was de Landesliga nog maar de vijfde klasse.
In 1980 slaagde de club erin zich te plaatsen voor de eerste ronde van de DFB-Pokal, waarin ze verloren van VfB Friedrichshafen. Aan het einde van dat seizoen promoveerde de club terug naar de Verbandsliga. Bij de terugkeer werd VfB meteen vierde en ook de volgende jaren eindigde de club in de betere middenmoot tot een nieuwe degradatie volgde in 1986. Na een rampzalig seizoen degradeerde de club voor het eerst naar de Bezirksliga. In 1990 promoveerde de club terug naar de Landesliga, die na de herinvoering van de Regionalliga in 1994 nog maar de zesde klasse was. In 1996 werd de club kampioen en keerde terug naar de Verbandsliga, maar kon het behoud niet verzekeren. VfB slaagde er echter opnieuw in te promoveren in 1998 en werd dan negende in de Verbandsliga.
Op 1 juli 1999 fuseerde de club met SpVgg Fichte Bielefeld 06/07 tot VfB Fichte Bielefeld.

## Erelijst
Kampioen Westfalen/Ravensberg-Lippe
1915
Kampioen Westfalen
1930, 1931
Vicekampioen West-Duitsland
1931